# Øster Herred
|  | Denne artikel er om Øster Herred på Bornholm. Der er også Øster Herred (Blekinge) |
Øster Herred var et af de fire herreder i Bornholms Amt.
I herredet ligger følgende sogne:
- Gudhjem Sogn – (Allinge-Gudhjem Kommune)
- Ibsker Sogn – (Neksø Kommune)
- Svaneke Sogn – (Neksø Kommune)
- Østerlarsker Sogn – (Allinge-Gudhjem Kommune)
- Østermarie Sogn – (Allinge-Gudhjem Kommune)